# 네덜란드 공산노동자당
네덜란드 공산노동자당(네덜란드어: Kommunistische Arbeiders-Partij Nederland)은 네덜란드의 평의회주의 정당이었다. 1921년 9월 독일공산노동자당을 모델로 창당되었으나, 독일공산노동자당에 비해 훨씬 작아서 가장 클 때도 당원 수가 200여명에 불과했다. 그나마도 당내 갈등으로 인해 당원 수가 급격히 줄었다.
당 건설은 헤르만 호르터가 주도했다. 공산노동자 인터내셔널 가맹정당이었다.

## 같이 보기
- 독일공산노동자당
- 불가리아 공산노동자당